# Karl Wechselberger
Karl Wechselberger (Innsbruck, Ausztria, 1970. december 3. –) dél-tiroli lovas díjugrató.

## Élete
Wechselberger az olaszországi Sterzing (olaszul Vipiteno) faluban nevelkedett, amely 75%-ban német többségű. Lóbarát családban született és már fiatal korában világossá vált, hogy örökölte a lovak iránti szenvedélyt. Még kisfiúként, 7 évesen szerezte meg első lovas tapasztalatait. 16 évesen megnyerte a helyi bajnokságot, ezzel bizonyítva képességeit.

## Versenyzőként
1988-ban a 18 éves Karl Wechselberger részt vett első nemzetközi nagydíján és csupán 4 évvel később, 2002-ben az olasz válogatott tagjává vált. Első nagy sikerét a Moszkvai Világkupán érte el 2002-ben. A következő években Karl jó néhány nemzeti és nemzetközi díjugrató versenyt megnyert, többek között a Nemzetek Kupáját az olasz válogatottal a norvégiai Drammenben, a méltán híres csődőr, Quifilio nyergében. 2006-ban Replay hátán megnyerte a Szófiai Nagydíjat.
Karl Wechselberger számos fiatal tehetséget indít el pályáján edzőként az olaszországi Dél-Tirolban.

## Eredmények
- Drammen, Nemzetek Kupája, első helyezett (2005)
- Szófiai Nagydíj, első helyezett (2006)
- Wieseni/Südtiroli Nagydíj, első helyezett (2004, 2006, 2007)
- Bulgária, Nemzetek Kupája, első helyezett (2006)
- Prágai döntő, első helyezett (2005)
- Bolognai Nagydíj, első helyezett (2004)
- Predazzoi Nagydíj, első helyezett (2004)

## Külső hivatkozások
- Karl Wechselberger hivatalos honlapja (németül) (angolul) (olaszul)
- Adatok a FISE honlapján (olaszul)